# 斯孔托爾普岩
斯孔托爾普岩（英語：Skontorp Rock），是南極洲的岩石，位於南喬治亞群島，處於羅基灣北部以西1.9公里，由英國南極名稱諮詢委員會命名，由英國海外領土管轄。